# Breitenwisch
Breitenwisch (plattdeutsch Bredenwisch) ist ein Ortsteil in der niedersächsischen Gemeinde Himmelpforten im Landkreis Stade.

## Geografie

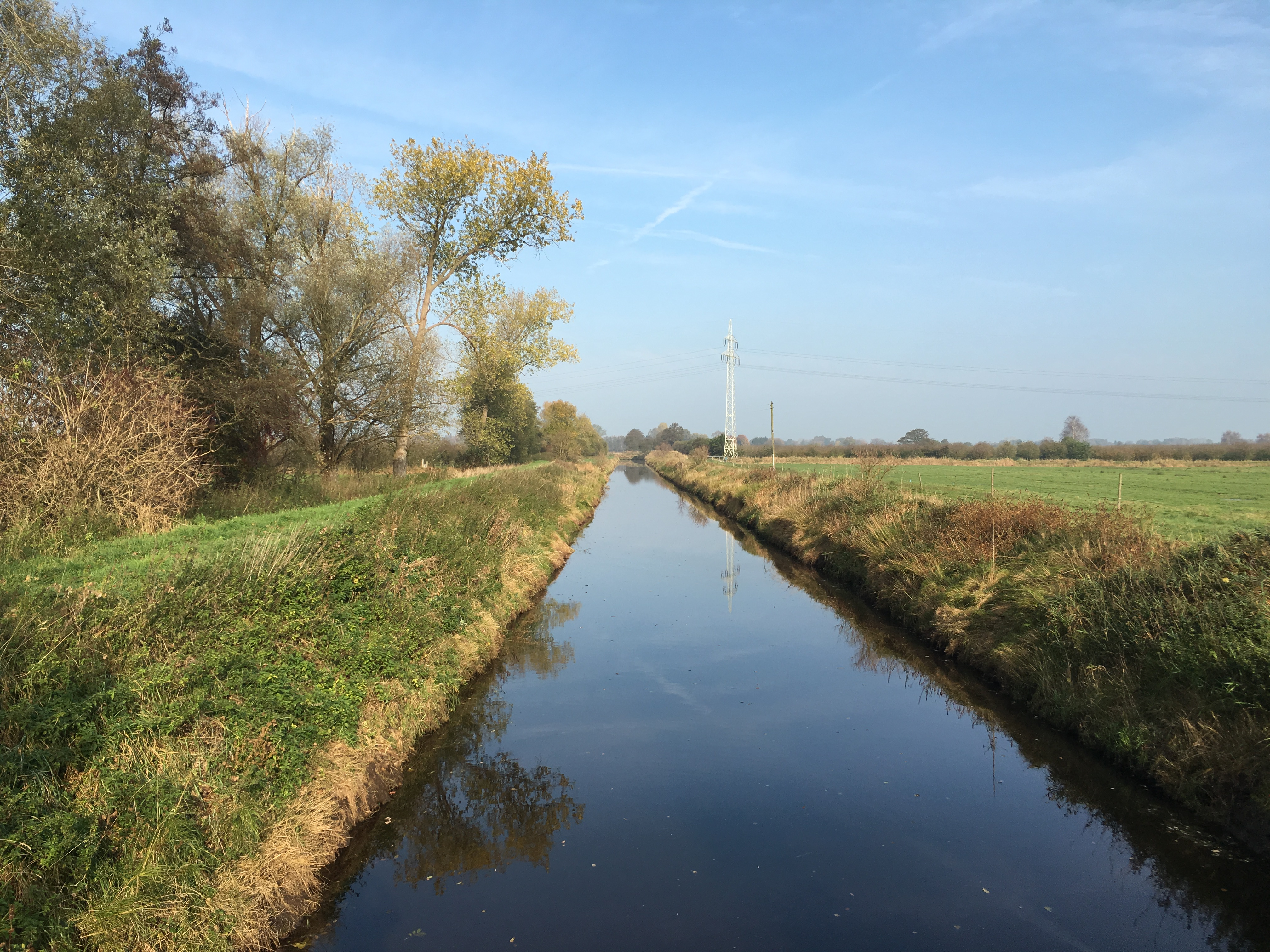
Burgbeckkanal

Breitenwisch ist – im Gegensatz zum Hauptort Himmelpforten – eine Streusiedlung im Marschland rechts der Oste. Das Ortsgebiet erstreckt sich vom Geestrand Himmelpfortens in nördlicher Richtung entlang der Landesstraße 113 bis zur Gemeindegrenze von Engelschoff-Neuland. Seine Grenzen sind im Norden der Burgbeckkanal, im Osten die Gemarkung Seemoor in Himmelpforten, im Süden die Gemarkung Löhe auf dem Geestrand in Himmelpforten, im Südwesten die Horsterbeck und im Nordwesten die Oste.

## Geschichte
Breitenwisch ist vermutlich ebenso wie seine Nachbargemeinden Engelschoff-Neuland und Großenwörden im 12. bzw. zu Anfang des 13. Jahrhunderts von holländischen Kolonisten besiedelt worden, die die fruchtbaren, aber von Sturmfluten bedrohten Marschen des Erzbistums Bremen urbar machten. Diese sogenannte Hollerkolonisation wurde von den Erzbischöfen von Hamburg und Bremen sowie von Heinrich der Löwe gefördert und begründete Siedlungen im ganzen Elbe-Weser-Dreieck. Die charakteristischen Merkmale dieser Epoche sind Marschhufensiedlungen mit einer linearen Anordnung der Gehöfte. Senkrecht zum Flussdeich erstrecken sich Gräben, die ein künstliches Entwässerungssystem bilden und zugleich das Land in die typische Beetstruktur teilen, die sogenannten Marschhufen. Die Grundstücke strecken sich ca. ein bis zwei Kilometer weit. Üblicherweise ist die „Grootdör“ des Bauernhauses dem Ostedeich zugewandt.
Der Ortsname Breitenwisch geht möglicherweise darauf zurück, dass die durch die Gräben abgeteilten Marschhufen, die hier allgemein „Stück“ genannt werden, ein wenig breiter sind, als anderswo. Die darauf angelegten Wiesen heißen niederdeutsch „Wischen“, eine Bezeichnung, der sich z. B. auch in den Ortsnamen Wisch, Wischhafen und in Kleinenwisch wiederfindet.

### Religionen
Der Ort ist weit überwiegend evangelisch geprägt und gehört zur Kirchengemeinde St. Petri in Horst/Burweg.
Die (wenigen) Katholiken gehören zur St.-Ansgar-Gemeinde im ca. 15 km entfernten Hemmoor.

### Eingemeindung
Im Zuge der Gebietsreform wurde am 1. Juli 1972 das bis dahin selbstständige Dorf Breitenwisch der Gemeinde Himmelpforten in der Samtgemeinde Himmelpforten zugeordnet.

### Einwohnerentwicklung
Nach der Gebietsreform wurde Breitenwisch zum sog. „Außenbereich“ umgewidmet, in dem nahezu keine Neubautätigkeit zulässig war. Dadurch war die Einwohnerentwicklung zeitweise rückläufig. Erst in den Jahren nach der deutschen Wiedervereinigung 1989, als ein erhöhter Bedarf an Wohnungen u. a. für Aussiedler auftrat, wurde die Schaffung neuen Wohnraums auch in Breitenwisch wieder ermöglicht. Inzwischen hat die Gemeinde Himmelpforten einen kleinen Teil des Ortes Breitenwisch für die Bebauung mit Einfamilienhäusern freigegeben, so dass insbesondere hier aufgewachsene Bürger die Möglichkeit haben, sich in ihrem Heimatort niederzulassen. Nun leben auch wieder junge Familien mit Kindern in Breitenwisch.

## Kultur und Sehenswürdigkeiten

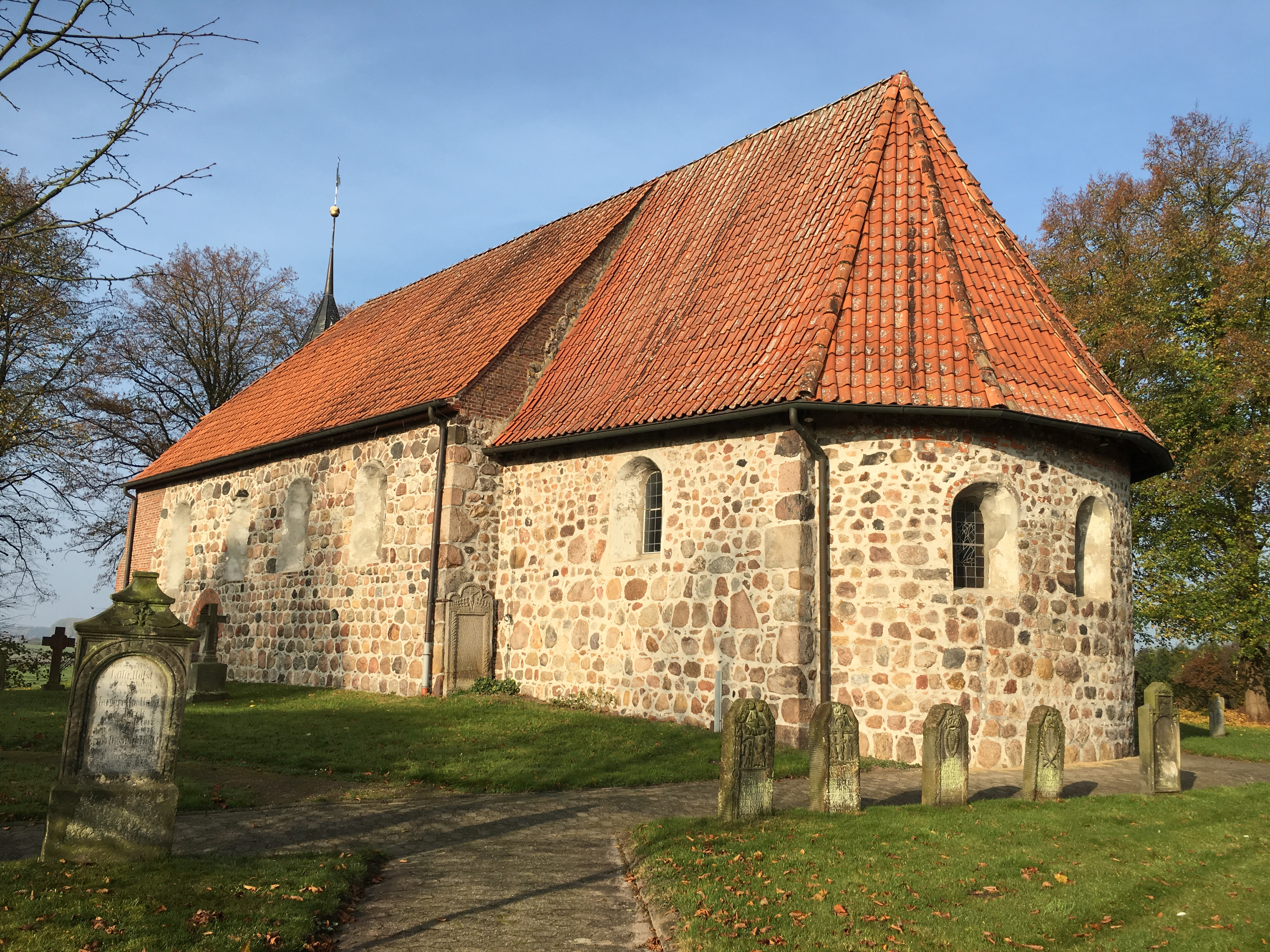
St. Petri auf der Horst

Romanische Feldsteinkirche von Burweg-Horst, aus der Zeit der Kolonisierung der Region. Die Kirche St. Petri auf der Horst gehört verwaltungstechnisch zur Gemeinde Burweg, geschichtlich und von der Lage her ist sie aber mit Breitenwisch eng verbunden und wird von den Bewohnern als „ihre“ Kirche angesehen. Sie ist von einem kleinen Kirchhof mit sehr alten Grabsteinen umgeben.
Der Ostedeich und die Beetstruktur der Marsch sind wichtige Kulturdenkmäler, die noch heute von der Mühsal der frühen Bewohner zeugen.
Von Breitenwisch nach Horst führt der auch heute noch so genannte Totenweg (Flur 5 bei 48/003). Auf ihm wurden in früheren Zeiten die Toten aus Neuland, Breitenwisch und Engelschoff auf Holzwagen in der Horster Matrosenkirche gebracht.
Am Rand der Gemarkung Breitenwisch liegt der Horster Beek. Ein kleiner Flusslauf (Nebenarm der Oste) bis nach Himmelpforten, der durch seinen Fischreichtum und seinen natürlichen Verlauf ein beliebter Erholungsort für Fischer und Einheimische ist. Die Deichanlagen stehen unter Denkmalschutz.
Es sind nur noch wenige typische alte Baustrukturen vorhanden. In den letzten Jahren wurden aber einige Höfe und Gebäude restauriert und für heutige Wohnzwecke wieder nutzbar gemacht.

### Vereinsleben/Brauchtum
Einige Bräuche haben sich noch bis heute erhalten:
Neujahrs-Kloppen – An Neujahr zieht man von Haus zu Haus und „kloppt“ an die Türe, um den Bewohnern Neujahrsgrüße zu bringen. Dabei werden die Gäste natürlich entsprechend bewirtet. Anschließend geht’s weiter zum nächsten Haus.
Hochzeit – Zu Hochzeiten und besonderen Hochzeitstagen wird öffentlich eingeladen. Die Gäste bringen dem Jubelpaar statt anderer Geschenke einen Briefumschlag mit, dessen Inhalt mindestens zur Finanzierung der üppigen Hochzeitsfeier reicht. Daher sind Hochzeiten mit 150 bis 200 Personen keine Seltenheit.
Hochzeitstage – Sofern nicht auf dem Saal „groß“ gefeiert wird, binden die Nachbarn einen Kranz (eine Girlande), der mit viel Hallo um die Hauswand herum drapiert wird. Die Hochzeitstage haben folgende Bezeichnungen: Papp- oder Gummihochzeit (5 Jahre); Hölzerne Hochzeit (10 Jahre); Rosenhochzeit (15 Jahre); Glas(Flaschen-)hochzeit (20 Jahre); Silberne Hochzeit (25 Jahre); Perlenhochzeit (30 Jahre). Natürlich wird der Kranz dem Anlass gemäß dekoriert. Das geehrte Paar muss die Kranzbinder mit Speisen und Getränken entlohnen.
Das Vereinsleben wird wesentlich durch die Freiwillige Feuerwehr Breitenwisch und den Breitenwischer Sportverein von 1970 bestritten.
Eine traditionelle Dorfbegegnung findet alljährlich im Rahmen des großen Breitenwischer Osterfeuers statt, das jährlich am Ostersonntag brennt.

## Wirtschaft und Infrastruktur

### Verkehr
Die Landesstraße 113 verbindet Breitenwisch mit Himmelpforten und somit mit der Bundesstraße 73 Hamburg-Stade-Cuxhaven. In nördlicher Richtung kommt man in ca. 20 Minuten zur Elbfähre Wischhafen-Glückstadt.
Mit dem Fahrrad sind es ca. 10 Minuten bis zum Bahnhof Himmelpforten.
Breitenwisch liegt an interessanten Fahrradrouten: Radfernweg Hamburg-Cuxhaven; Nordseeküstenradweg; Deutsche Fährstraße; Niedersächsische Milchstraße;
Durch Breitenwisch plant die Niedersächsische Landesstraßenbauverwaltung die Vorzugstrasse der Bundesautobahn 22, die sich im Jahr 2007 im Raumordnungsverfahren befindet. Diese Autobahn würde Breitenwisch durchschneiden und seine Existenz gefährden. In Breitenwisch ist die Bürgerinitiative gegen die A 22 beheimatet, die in den betroffenen Samtgemeinden Himmelpforten und Oldendorf etwa 400 Menschen vertritt.

### Ansässige Unternehmen
Landwirtschaft und Tourismus bilden die wesentlichen Standbeine der örtlichen Wirtschaft.
Der Strukturwandel in der Landwirtschaft hat auch Breitenwisch verändert. Es gibt nur noch sehr wenige landwirtschaftliche Vollerwerbsbetriebe, allerdings sind Flächen auch an auswärtige Landwirte verpachtet oder verkauft. Schwerpunkt ist die Milchvieh- und Grünland-Wirtschaft. Daneben spielt auch die Pferdezucht (Hannoveraner) eine Rolle. Auch Obstbau (Apfel) und Ackerbau (Weizen, Raps) wird betrieben.
In Breitenwisch ist ein Viehhändler sowie ein Lohnunternehmer ansässig.
Die Dorfgaststätte zeichnet sich durch rege Betriebsamkeit wie Club-Tour-Angebote und typisch ländliche Aktivitäten, z. B. Boßeltouren aus. Die ruhige und abgeschiedene Lage wird als Erholungsort geschätzt. Einige Landwirte bieten „Urlaub auf dem Bauernhof“ an.